# Rhynchodipteridae
A Rhynchodipteridae az izmosúszójú halak (Sarcopterygii) osztályába és a tüdőshalak (Dipnoi) alosztályába tartozó vitatott rendszertani besorolású fosszilis család. Egyes rendszerezések szerint a tüdőshalalakúak (Ceratodontiformes) rendjébe tartozik, más elképzelések szerint, része a fosszilis Dipterida rendnek.

## Rendszerezés
A családba az alábbi 3 nem tartozik:
- †Griphognathus Gross, 1956
- †Rhynchodipterus Säve-Söderbergh, 1937 - típusnem
- †Soederberghia Lehman, 1959